# هكسا كونكشن
هِكسا كُونِكْشِن (بالإنجليزية: Hexa Connection)‏ هي منظمة ليبية غير ربحية، تأسست سنة 2013؛ تهدف إلى نشر علوم ومعارف التكنولوجيا في المجتمع الليبي والجالية الليبية في المهجر.

## تاريخ المنظمة
تأسست المنظمة في أواخر سنة 2013، من قبل مجموعة من الطلاب الجامعيين في جامعة طرابلس، وخلال سنوات عملها نفذت هِكسا مجموعة من النشاطات والفعاليات التي تركزت في معظمها في طرابلس وبعض الأنشطة في بنغازي وغيرها من المدن الليبية. 
من أبرز أعمال المنظمة، كان تنظيم أول بطولة روبوتات في ليبيا سنة 2018، والتي ساهمت في نشر ثقافة الروبوت محليًا، وتشجيع المشاركة الليبية في البطولات الدولية. وفي العام نفسه، نظمت المنظمة أول هاكاثون في تاريخ ليبيا باسم "فيشهاكاثون"، لتنظم من بعده ثاني هاكثون لها والأول في مدينة بنغازي باسم "بنغازي هاكثون" للبحث عن حلول للتحديات التي تواجه المدينة.